# Джейд Парсонс
Джейд Мерайя Парсонс (англ. Jade Mariah Parsons; нар. 6 листопада 1990, Орілья, Онтаріо) — канадська борчиня вільного стилю, срібна призерка Панамериканського чемпіонату, бронзова призерка Панамериканських ігор, чемпіонка Франкомовних ігор.

## Життєпис
Почала займатися боротьбою у 8 років. У 2007 році здобула срібну медаль Панамериканського чемпіонату серед кадетів. Двічі, у 2009 та 2010 роках ставала чемпіонкою Панамериканського чемпіонату серед юніорів.
Навчалася на факультеті мистецтв Університету Реджайни. Також є спортсменом національного рівня із дзюдо.

## Спортивні результати на міжнародних змаганнях

### Виступи на Чемпіонатах світу
| Змагання                        | Збірна | Вагова категорія          | Місце |
| ------------------------------- | ------ | ------------------------- | ----- |
| Чемпіонат світу з боротьби 2018 | Канада | жіноча боротьба, до 55 кг | 14    |
| Чемпіонат світу з боротьби 2019 | Канада | жіноча боротьба, до 55 кг | 13    |

### Виступи на Панамериканських чемпіонатах
| Змагання                                   | Збірна | Вагова категорія          | Місце  |
| ------------------------------------------ | ------ | ------------------------- | ------ |
| Панамериканський чемпіонат з боротьби 2017 | Канада | жіноча боротьба, до 48 кг | 7      |
| Панамериканський чемпіонат з боротьби 2020 | Канада | жіноча боротьба, до 53 кг | Срібло |

### Виступи на Панамериканських іграх
| Змагання                  | Збірна | Вагова категорія          | Місце  |
| ------------------------- | ------ | ------------------------- | ------ |
| Панамериканські ігри 2019 | Канада | жіноча боротьба, до 53 кг | Бронза |

### Виступи на Франкомовних іграх
| Змагання              | Збірна | Вагова категорія          | Місце  |
| --------------------- | ------ | ------------------------- | ------ |
| Франкомовні ігри 2017 | Канада | жіноча боротьба, до 48 кг | Золото |

### Виступи на Кубках світу
| Змагання                    | Збірна | Вагова категорія | Місце |
| --------------------------- | ------ | ---------------- | ----- |
| Кубок світу з боротьби 2018 | Канада | команда          | 5     |

### Виступи на інших змаганнях
| Змагання                                 | Збірна | Вагова категорія          | Місце  |
| ---------------------------------------- | ------ | ------------------------- | ------ |
| Міжнародний меморіал Дейва Шульца 2013   | Канада | жіноча боротьба, до 48 кг | Срібло |
| Турнір міста Сассарі з боротьби 2014     | Канада | жіноча боротьба, до 48 кг | Срібло |
| Міжнародний меморіал Білла Фаррелла 2014 | Канада | жіноча боротьба, до 53 кг | 4      |
| Кубок Канади з боротьби 2015             | Канада | жіноча боротьба, до 53 кг | 5      |
| Гран-прі Іспанії з боротьби 2015         | Канада | жіноча боротьба, до 53 кг | 18     |
| Міжнародний меморіал Білла Фаррелла 2015 | Канада | жіноча боротьба, до 53 кг | 4      |
| Міжнародний меморіал Дейва Шульца 2016   | Канада | жіноча боротьба, до 53 кг | #Н/Д   |
| Кубок Канади з боротьби 2016             | Канада | жіноча боротьба, до 53 кг | Бронза |
| Міжнародний меморіал Білла Фаррелла 2016 | Канада | жіноча боротьба, до 53 кг | 4      |
| Міжнародний меморіал Дейва Шульца 2017   | Канада | жіноча боротьба, до 48 кг | Бронза |
| Турнір міста Сассарі з боротьби 2017     | Канада | жіноча боротьба, до 48 кг | Золото |
| Гран-прі Німеччини з боротьби 2017       | Канада | жіноча боротьба, до 48 кг | Срібло |
| Klippan Lady Open 2018                   | Канада | жіноча боротьба, до 53 кг | 5      |
| Міжнародний меморіал Дейва Шульца 2019   | Канада | жіноча боротьба, до 53 кг | Срібло |
| Кубок Канади з боротьби 2019             | Канада | жіноча боротьба, до 55 кг | Срібло |
| Тестовий турнір UWW 2019                 | Канада | жіноча боротьба, до 53 кг | 7      |

### Виступи на змаганнях молодших вікових груп
| Змагання                                                 | Збірна | Вагова категорія          | Місце  |
| -------------------------------------------------------- | ------ | ------------------------- | ------ |
| Панамериканський чемпіонат з боротьби серед кадетів 2007 | Канада | жіноча боротьба, до 49 кг | Срібло |
| Панамериканський чемпіонат з боротьби серед юніорів 2009 | Канада | жіноча боротьба, до 51 кг | Золото |
| Панамериканський чемпіонат з боротьби серед юніорів 2010 | Канада | жіноча боротьба, до 51 кг | Золото |